# Aaron Lawrence
Aaron Lawrence, né le 29 mars 1971 à Summit (New Jersey), est un acteur américain de films pornographiques gay, un prostitué (de type « escort »), un auteur et un webmestre.

## Biographie
Aaron Lawrence a suivi des études à la fois à l'université d'État de l'Iowa et du Michigan, en psychologie et en Student Affairs Administration.
En plus de son travail d'escort et d'acteur de films pornographiques, il est l'auteur de deux livres :
- The Male Escort's Handbook : Your Guide to Getting Rich the HardWay, un guide pour ceux désirant travailler en tant qu'escort ;
- Suburban Hustler : Stories of a Hi-Tech Callboy, compte-rendu de sa propre expérience d'escort.

Il a aussi écrit quelques articles pour différentes publications comme Anything That Moves. Récemment, il a commencé un nouveau projet en tant que webmestre pour Gay Geek, un site web listant les sites orientés vers la population gay.
Il vit actuellement à Berkeley Heights, dans le New Jersey, avec Jeff, son partenaire avec qui il s'est marié en 1999.

## Vidéographie
- 1998 : Pushover
- 1998 : The Dream Team
- 1999 : Virgin No More
- 2000 : Aaron's Casting Couch
- 2000 : Aaron Jacks Off
- 2001 : Aaron's First Orgy
- 2001 : Aaron's Russian Boy Orgy
- 2001 : Aaron's Hot Tub Party
- 2001 : Aaron's European Friend
- 2001 : Aaron's Boys Tell All
- 2001 : Aaron's Boys Tell All 2
- 2001 : Aaron's American Tour
- 2001 : Aaron's American Tour 2
- 2001 : Aaron's Amateur Fun Fest
- 2001 : Aaron's Adventures in Russia
- 2001 : Aaron's Adventures in Russia 2
- 2001 : Aaron's Adventures in Russia 3
- 2001 : Aaron's Adventures in Russia 4
- 2001 : Aaron's Adventures in London
- 2001 : Aaron's Adventures in London 2
- 2001 : Aaron's Adventures in Amsterdam
- 2001 : Aaron's Adventures in Amsterdam 2
- 2002 : Aaron's Adventures in London 3
- 2002 : Aaron's London Boy Orgy